# Рипарбелла
Рипарбелла (итал. Riparbella) — коммуна в Италии, располагается в области Тоскана, в провинции Пиза.
Население составляет 1326 человек (2008 г.), плотность населения составляет 23 чел./км². Занимает площадь 58 км². Почтовый индекс — 56046. Телефонный код — 0586.
Покровителем коммуны почитается святой апостол и евангелист Иоанн Богослов, празднование 27 декабря.

## Демография
Динамика населения:

## Администрация коммуны
- Официальный сайт: http://www.comune.riparbella.pi.it/